# Neolumpenus unocellatus
Neolumpenus unocellatus är en fiskart som beskrevs av Miki, Kanamaru och Amaoka, 1987. Neolumpenus unocellatus ingår i släktet Neolumpenus och familjen taggryggade fiskar. Inga underarter finns listade i Catalogue of Life.